# Yukihiro Aoba
Yukihiro Aoba (青葉 幸洋 Aoba Yukihiro?, nacido el 26 de julio de 1979 en Saitama) es un exfutbolista japonés. Jugaba de defensa y su último club fue el Tokushima Vortis de Japón.

## Trayectoria

### Clubes
| Club             | País  | Año         |
| ---------------- | ----- | ----------- |
| Ventforet Kofu   | Japón | 2002 - 2005 |
| Tokyo Verdy      | Japón | 2006        |
| Tokushima Vortis | Japón | 2007        |